# Staline est mort
Staline est mort è un film televisivo del 1981, diretto da Yves Ciampi.